# Die Allergie
Die Allergie ist eine deutsche Rockband, die sich am ehesten dem Alternative Metal zuordnen lässt. Sie wurde 1993 gegründet und wird aufgrund ihres brachialen Klangs sowie der Thematisierung vieler Kontroversen auch der Neuen Deutschen Härte zugerechnet. So besingen die Baden-Württemberger in ihren Liedtexten Vergewaltigung, Nekrophilie, Drogensucht oder Sekten.

## Geschichte
Durch zahlreiche Auftritte mit Bands wie Schweisser, Laibach, Subway to Sally und anderen wurde bald nach ihrer Gründung das Plattenlabel EMI auf Die Allergie aufmerksam. So erschien noch im Jahre 1995 das Debütalbum Psalm in Blei.
Nach weiteren Touren, unter anderem mit Fleischmann und Napalm Death, beschloss die Band im Jahre 1998, ihren eigenen Weg zu gehen und verließ EMIs Sublabel Spin Records, bei dem sie zwei Jahre zuvor unter Vertrag genommen worden war. Noch im selben Jahr veröffentlichte sie unter Eigenregie die MCD Demokratie, woraufhin die Musiker abermals zahlreiche Vertragsangebote erhielten. Im Juli desselben Jahres entschieden sie sich dann für das extra für sie gegründete Sublabel Rise Up von Last Episode Productions.
Wenig später trat Danny Böhm als Keyboarder in die Band ein, und so veröffentlichte das Quintett im Februar 1999 sein zweites Album Dunkelgraue Lieder für das nächste Jahrtausend, von dem europaweit mehr als 10.000 Exemplare verkauft wurden.
Am Anfang des Jahres 2000 begann man bereits mit den Arbeiten des dritten und bisher letzten Albums Virus III. Kurz nach den Aufnahmen verließ Bassist Markus Knapp, der von 1994 bis 1995 schon Mitglied der Band Atrocity gewesen war, die Band, und wurde von Jan Beckmann ersetzt. Dieser verließ die Band jedoch nach kurzer Zeit aus beruflichen Gründen bereits wieder, woraufhin sich Markus Knapp entschied, wieder Teil der Band zu werden. Wenig später entließ Rise Up Die Allergie aufgrund schlechter Verkaufszahlen des dritten Albums aus dem Vertrag.
Aufgrund einer Falschaussage wurde Sänger Albi Anfang 2001 zu einer Freiheitsstrafe verurteilt, die er bis September 2001 verbüßte. Da er zu diesem Zeitpunkt Drogenprobleme hatte, machte er bis Mai 2002 eine Entwöhnungstherapie, welche er erfolgreich beendete.
Seither ist es still geworden um das Quintett. Eine offizielle Auflösung der Band gab es bisher jedoch nicht.

## Diskografie
- 1995: Gott ist tot (Maxi-Single, EMI)
- 1995: Psalm in Blei (Album, EMI)
- 1998: Demo 98 (Demo, Eigenveröffentlichung)
- 1998: Demokratie (EP, Eigenveröffentlichung)
- 1999: Dunkelgraue Lieder für das nächste Jahrtausend (Album, Last Episode)
- 2000: Virus III (Album, Last Episode)